# Unplugged (álbum de Gilberto Gil)
Unplugged é o sexto álbum ao vivo do cantor e compositor brasileiro Gilberto Gil, lançado em 1994 em LP, CD, K7 e VHS, como parte da série Acústico MTV, o segundo lançamento da série, mas o primeiro lançamento em vídeo da franquia. Foi gravado em 18 de janeiro de 1994 no estúdio Frame, São Paulo.
Por ser um dos primeiros da série, produzido pela MTV Brasil, não trazia na capa o logo da emissora ou do Acústico MTV, já que seguia o padrão da série norte-americana MTV Unplugged, onde trazia apenas o artista em questão, na clássica imagem, banquinho e violão, com os demais músicos ao fundo, lendo-se apenas Unplugged, mas o logo da emissora, estava na contracapa e nos créditos do encarte. Apenas em 2001, quando foi lançada sua versão em DVD, foi adotado o título Acústico MTV: Gilberto Gil.
Foi eleito o melhor álbum da série Acústico MTV pela revista Vice e um dos 11 melhores de todos os tempos pela Rolling Stone Brasil.

## Faixas

### DVD
1. A Novidade
2. Tenho Sede
3. Refazenda
4. Drão
5. Beira-Mar
6. Sampa
7. Parabolicamará
8. A Linha e o Linho
9. The Secret Life of Plants
10. Expresso 2222
11. Aquele Abraço
12. Toda Menina Baiana
13. Se Eu Quiser Falar Com Deus
14. Las Três Carabelas
15. Realce
16. Esotérico
17. Sítio do Pica-Pau Amarelo
18. A Paz
19. Palco
20. Tempo Rei (bônus)
21. Figura de Retórica (bônus)
22. Domingo no Parque (bônus)

### CD
Todas as faixas escritas e compostas por Gilberto Gil, exceto onde indicado. 
| N.º | Título                      | Compositor(es)               | Duração |  |
| 1.  | "A Novidade"                | Herbert Vianna, Gilberto Gil | 5:24    |  |
| 2.  | "Tenho Sede"                | Dominguinhos, Anastácia      |         |  |
| 3.  | "Refazenda"                 |                              | 3:38    |  |
| 4.  | "Realce"                    |                              | 4:24    |  |
| 5.  | "Esotérico"                 |                              | 5:17    |  |
| 6.  | "Drão"                      |                              | 5:01    |  |
| 7.  | "A Paz"                     | João Donato, Gilberto Gil    |         |  |
| 8.  | "Beira Mar"                 | Caetano Veloso, Gilberto Gil | 4:55    |  |
| 9.  | "Sampa"                     | Caetano Veloso               | 3:45    |  |
| 10. | "Parabolicamará"            |                              | 4:44    |  |
| 11. | "Tempo Rei"                 |                              | 4:05    |  |
| 12. | "Expresso 2222"             |                              | 4:44    |  |
| 13. | "Aquele Abraço"             |                              | 4:23    |  |
| 14. | "Palco"                     |                              | 4:31    |  |
| 15. | "Toda Menina Baiana"        |                              | 4:37    |  |
| 16. | "Sítio do Pica-Pau Amarelo" |                              | 3:37    |  |

Nesta versão em CD foi incluído um "bonus-track" com a canção "Sítio do Pica-Pau Amarelo". Esta versão foi utilizada pela Rede Globo em 2001 para a nova versão de Sítio do Picapau Amarelo (2001).

## Banda
- Gilberto Gil: voz e violão
- Arthur Maia: baixolão
- Jorginho Gomes: bateria e bandolim
- Celso Fonseca: violão
- Marcos Suzano: percussão
- Lucas Santtana: flauta